# Carlo Bergonzi (tenor)
Carlo Bergonzi (13 de julio de 1924 - 25 de julio de 2014) fue un tenor de ópera italiano. A lo largo de toda su carrera, cantó más de cuarenta papeles.  Aunque interpretó y grabó algunos de los principales papeles del bel canto y del verismo (como Nemorino en L'Elisir d'Amore y Mario Cavaradossi en Tosca), por lo general se lo asocia con las óperas de Giuseppe Verdi, incluso con muchas de las menos conocidas, las cuáles ayudó a revivir.

## Biografía

### Primeros años de vida
Bergonzi nació en Polesine Parmense, cerca de Parma, en el norte de Italia, el 13 de julio de 1924. Era hijo único. Más tarde, afirmó que vio su primera ópera, Il trovatore de Verdi, cuando tenía seis años. Cantó en la iglesia y pronto comenzó a aparecer en papeles de ópera infantil en Busseto, un pueblo cercano. Después de dejar la escuela a los 11 años, comenzó a trabajar en una fábrica de queso parmesano . Su padre también trabajaba allí y Carlo, a menudo, se metía en problemas por cantar.
A la edad de 16 años comenzó sus estudios de canto como barítono en el Conservatorio Arrigo Boito de Parma con Ettore Campogalliani y Edmondo Grandini.
Durante la Segunda Guerra Mundial, Bergonzi se involucró en actividades antinazis y en 1943 fue internado en un campo de prisioneros de guerra alemán. Dos años después, fue liberado por los rusos y caminó 106 km para llegar a un campamento estadounidense. Sin embargo, mientras estaba en camino, bebió agua sin hervir y contrajo fiebre tifoidea, de la cual se recuperó al cabo de un año. Después de la guerra, regresó al Conservatorio Arrigo Boito, pesando poco más de 36 kilogramos (80 libras).

### Carrera operística
En una entrevista de 1985 con Stefan Zucker de Opera Fanatic, Bergonzi mencionó que 1948 fue el año de su debut profesional, como barítono, cantando el papel de Fígaro en El barbero de Sevilla de Rossini, con una asociación de antiguos prisioneros a la que se había unido después de la guerra. La tarifa de 2.000 liras que se le pagó por su debut profesional fue insuficiente para cubrir sus comidas y viajes.
Otros papeles de barítono que asumió incluyeron los de Metifio en L'arlesiana, el Doctor Malatesta en Don Pasquale, Belcore en L'elisir d'amore, Enrico Ashton en Lucia di Lammermoor, Ghirlino en Le astuzie di Bertoldo, Silvio en Pagliacci, David en L'amico Fritz, Alfio en Cavalleria rusticana, Albert en Werther, Marcello en La bohème, Sonora en La fanciulla del West, Sharpless en Madama Butterfly, Lescaut en Manon Lescaut, Laerte en Mignon, el papel principal en Rigoletto y Georgio Germont en La traviata .
Sin embargo, hacia 1950 Bergonzi se dio cuenta de que el repertorio de tenor era más adecuado para su voz. Después de un proceso de reajuste vocal, hizo su debut como tenor en el papel principal de Andrea Chénier en el Teatro Petruzzelli de Bari en 1951. Ese mismo año, cantó en el Coliseo de Roma en un concierto para conmemorar el 50 aniversario de la muerte de Verdi. Además, la cadena de radio estatal italiana RAI lo contrató para realizar una serie de transmisiones de las óperas menos conocidas de Verdi. Entre ellas, I due Foscari, Giovanna d'Arco y Simon Boccanegra .
En 1953, Bergonzi hizo su debut en La Scala, en el estreno mundial de la ópera Mas' Aniello de Jacopo Napoli, basada en la vida de Tommaso Aniello, el pescador italiano del siglo XVII convertido en revolucionario. Su debut en Londres fue como Álvaro en La fuerza del destino y tuvo lugar en el Teatro Stoll en 1953. Ese mismo año viajó a Buenos Aires y debutó en el Teatro Colón con los papeles de Don Carlo, Radamés, y Mario Cavaradossi.
Su debut en Estados Unidos fue en la Ópera Lírica de Chicago en 1955. Debutó en la Ópera Metropolitana como Radamés en Aida el 13 de noviembre de 1956. Bergonzi continuó cantando en el Met durante 32 años. Su última actuación allí tuvo lugar el 12 de noviembre de 1988 en el papel de Edgardo en Lucia di Lammermoor, de Donizetti.
Carlo Bergonzi cantó nuevamente el papel de Radamés para su debut con la Philadelphia Lyric Opera Company en 1961. En 1962 repitió el papel de Álvaro para su debut con la Royal Opera, Covent Garden . Debutó con la Ópera de San Francisco en 1969 como Don Álvaro en La fuerza del destino
Durante la década de 1960, Bergonzi desarrolló una intensa carrera internacional, tanto con presentaciones en vivo como en el estudio de grabación. Durante este período, sus principales "rivales" fueron Franco Corelli y Mario Del Monaco. Bergonzi sobrevivió a ambos y continuó cantando a lo largo de la década de 1970. 
Durante la década de los 80 su calidad vocal empezó a deteriorarse de manera notable, por lo que su carrera pasó a centrarse en la realización de recitales. En 1996, Bergonzi participó en la gala del 25º aniversario del director James Levine en la Ópera Metropolitana. El 17 de abril de ese mismo año, se despidió del público estadounidese con un concierto en el Carnegie Hall.
En el año 2000, se anunció que Carlo Bergonzi iba a cantar el papel principal en Otello de Verdi, en versión de concierto, dirigido por Eve Queler. A sus más de 70 años, Bergonzi nunca había interpretado este papel en vivo, por lo que la noticia generó mucho interés, tanto entre el público aficionado, como entre otros cantantes: a la representación asistieron Anna Moffo, Licia Albanese, Sherrill Milnes, José Carreras, Plácido Domingo y Luciano Pavarotti, entre otros.
Sin embargo, el tenor interrumpió su actuación después del segundo acto. Según se dijo, el aire acondicionado de su camerino le habría producido una irritación en la garganta. Durante los siguientes dos actos, el papel de Otello fue cantado por su sustituto, Antonio Barasorda. Esto no evitó que la representación fuera calificada como "un desastre" por gran parte de la crítica especializada.
Luego de jubilarse, Bergonzi habría sido mentor de los tenores Roberto Aronica, Giuliano Ciannella, Berle Sanford Rosenberg, Vincenzo La Scola, Filippo Lo Giudice, Philip Webb, Giorgio Casciari, Paul Caragiulo, Lance Clinker, Fernando del Valle, Salvatore Licitra y Emmanuel Lawler, así como de la soprano Frances Ginsberg.
Si bien apenas existe registro de sus primeros papeles como barítono, Bergonzi dejó una amplia discografía, con grabaciones de arias individuales, conciertos y óperas enteras, en particular de Verdi, Puccini, Mascagni y Leoncavallo.

### Atributos vocales
El obituario de Bergonzi en el New York Times, incluyó una cita de Peter G. Davis, quien había reseñado un recital de Bergonzi en el Carnegie Hall de 1978 y escrito que:
Más que el sonido de la voz, es el modo en que el señor Bergonzi la utiliza lo que es especial. Es un cantante natural, en el sentido de que todo lo que hace parece correcto e inevitable: el fraseo ingenioso, la variedad del colorismo, los acentos perfectamente ubicados, el sentido teatral de los clímax bien proporcionados, el honesto fervor emocional. Lo mejor de todo es que el sr. Bergonzi utiliza estos efectos artísticamente, de manera obvia, porque más que intelectualizarlos, los siente; don instintivo y poco común, posiblemente el más preciado que cualquier músico puede poseer.
En su guía de las mejores grabaciones de Carlo Bergonzi, Alan Blyth resume las cualidades de su voz diciendo que:
Su forma de cantar allí [haciendo referencia a un ejemplo en Internet] y, más todavía, en sus primeros discos de Verdi, demuestra una sensibilidad innata para dar forma a una oración con solo respirar una vez, una claridad de dicción ejemplar, palabras colocadas en el tono de manera inmaculada, un uso magistral del portamento y de los acuti. Sume a esas virtudes el modo en que da a cada frase una sensación de inevitabilidad, y usted se dirá a sí mismo, con puro placer, que es exactamente así como la música debería sonar. En el teatro, sólo Otello superó sus capacidades, aunque sus solos se cantan de forma conmovedora en la grabación de Philips.

### Vida personal
En 1950, Bergonzi se casó con Adele Aimi, con quien tuvo dos hijos: Maurizio y Marco. El primero, nació el día en que Bergonzi hizo su debut como tenor. 
Bergonzi era dueño de casas tanto en Milán como en Busseto. En este último lugar también fue propietario de un restaurante y de un hotel, I Due Foscari, llamado así por la ópera de Verdi sobre las intrigas de la corte veneciana.

### Muerte
Bergonzi murió el 25 de julio de 2014, doce días después de su 90° cumpleaños, en la Institución Auxológica de Milán. Fue enterrado en el cementerio de Vidalenzo.

## Repertorio como tenor
- Andrea Chenier. Bari, Teatro Petruzzelli, 18 de enero de 1951
- Giovanna d'Arco. Milán, RAI, 26 de mayo de 1951
- Pagliacci. Milán, RAI, 10 de junio de 1951
- La forza del destino. Milán, RAI, 16 de julio de 1951
- Un ballo in maschera. Milán, Teatro Nuovo, 15 de agosto de 1951
- Simon Boccanegra . Roma, RAI, 21 de noviembre de 1951
- Il due Foscari. Milán, RAI, 5 de diciembre de 1951
- Adriana Lecouvreur. Prato, Teatro Metastasio, 31 de diciembre de 1951
- Fausto. Bari, Teatro Petruzzelli, 8 de enero de 1952
- Jenůfa (Steva). Roma, Teatro dell'Opera, 17 de abril de 1952
- Ifigenia (de Pizzetti ). Nápoles, San Carlo, 1 de junio de 1952
- Mefistofele. Roma, Termas de Caracalla, 1 de julio de 1952
- Madama Butterfly. Cagliari, agosto de 1952
- Mas' Aniello. Milán, La Scala, 25 de marzo de 1953
- Rigoletto. Livorno, Teatro Goldoni, 20 de mayo de 1953
- Aida. Buenos Aires, Colón, 24 de julio de 1953
- Tosca. Buenos Aires, Colón, 7 de agosto de 1953
- Manon Lescaut. Rovigo, Teatro Sociale, 24 de octubre de 1953
- Turandot. Catania, Massimo Teatro Bellini, 19 de noviembre de 1953
- Loreley  Reggio Emilia, Teatro Municipal, 2 de febrero de 1954
- L'incoronazione di Poppea. Milán, RAI, 7 de marzo de 1954
- Carmen. Montecarlo, Salle Garnier, 30 de enero de 1955
- Lucia di Lammermoor. Brescia, Teatro Grande, 3 de febrero de 1955

- Don Carlos . Buenos Aires, Teatro Colón, agosto de 1955
- La traviata. Salsomaggiore, Teatro Nuovo, 10 de septiembre de 1955
- Il tabarro. Chicago, Lyric, 16 de noviembre de 1955
- Cavalleria rusticana. Chicago, Lyric, 26 de noviembre de 1955
- L'amore dei tre re. Chicago, Lyric, 28 de noviembre de 1955
- La Gioconda. Trieste, Castello di San Giusto, 16 de julio de 1956
- Il trovatore. Nueva York, MET, 13 de noviembre de 1956
- Flor de María . Milán, RAI, 30 de enero de 1957
- La bohéme. Caracas, Teatro Municipal, octubre de 1957
- Macbeth. Nueva York, MET, 5 de febrero de 1959
- L'elisir d'amore. San Sebastián, Victoria Eugenia, 26 de agosto de 1959
- Ernani. Nueva York, MET, 26 de noviembre de 1962
- La Wally. Nueva York, Carnegie Hall, 13 de marzo de 1968
- Werther. Nápoles, Teatro San Carlo, 11 de febrero de 1969
- Aida. Parma, Teatro Regio, fecha desconocida.
- La forza del destino. Parma, Teatro Regio, fecha desconocida.
- Norma. Nueva York, MET, 3 de marzo de 1970
- Luisa Miller. Génova, Teatro Margherita, 20 de septiembre de 1972
- Edgar. Nueva York, Carnegie Hall, 13 de abril de 1977
- I Lombardi alla prima crociata. San Diego, Auditorio Russ, 22 de junio de 1979
- Il corsaro . Nueva York, Ayuntamiento, 16 de diciembre de 1981
- Attila. Tulsa, Chapman Music Hall, 6 de marzo de 1982
- Oberto. Múnich, Estudio de Grabación de la Radio Bávara, 4-12 de marzo de 1983
- Otello - actos 1 y 2 Nueva York, Carnegie Hall, 3 de mayo de 2000

## Videografía
- Gala de la Ópera Metropolitana del 25 aniversario de James Levine (1996), DVD de Deutsche Grammophon, B0004602-09

## Títulos
- Italia: Orden al Mérito de la República Italiana (11 de enero de 2011)[10]